# Neue Zürcher Zeitung
La Neue Zürcher Zeitung (abrégé NZZ) (traduction : Nouvelle gazette zurichoise) est un quotidien suisse, considéré comme le journal suisse de référence en langue allemande.
Le nom désigne aussi le groupe de presse qui édite ce journal ainsi que d'autres publications.

## Histoire

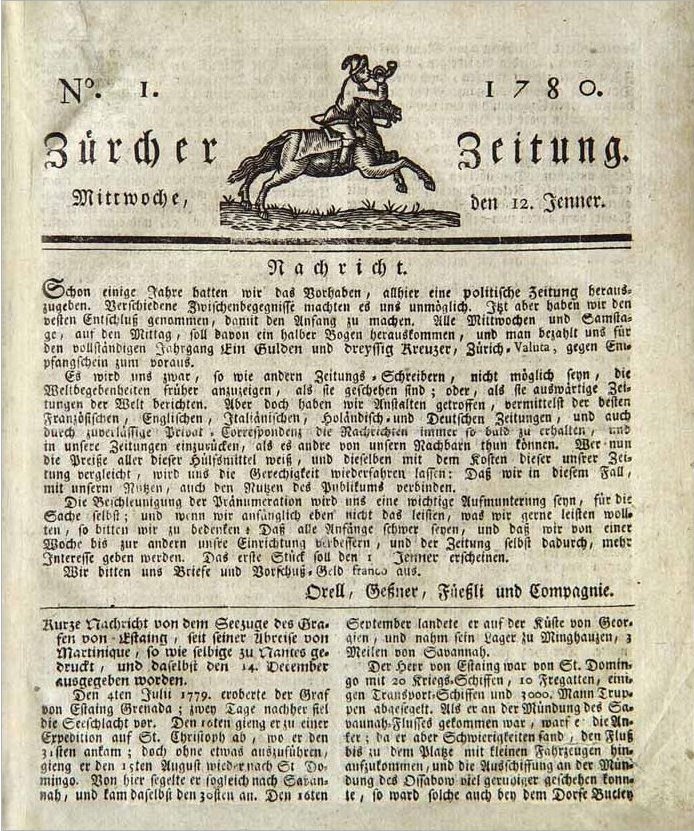
Première parution de la NZZ

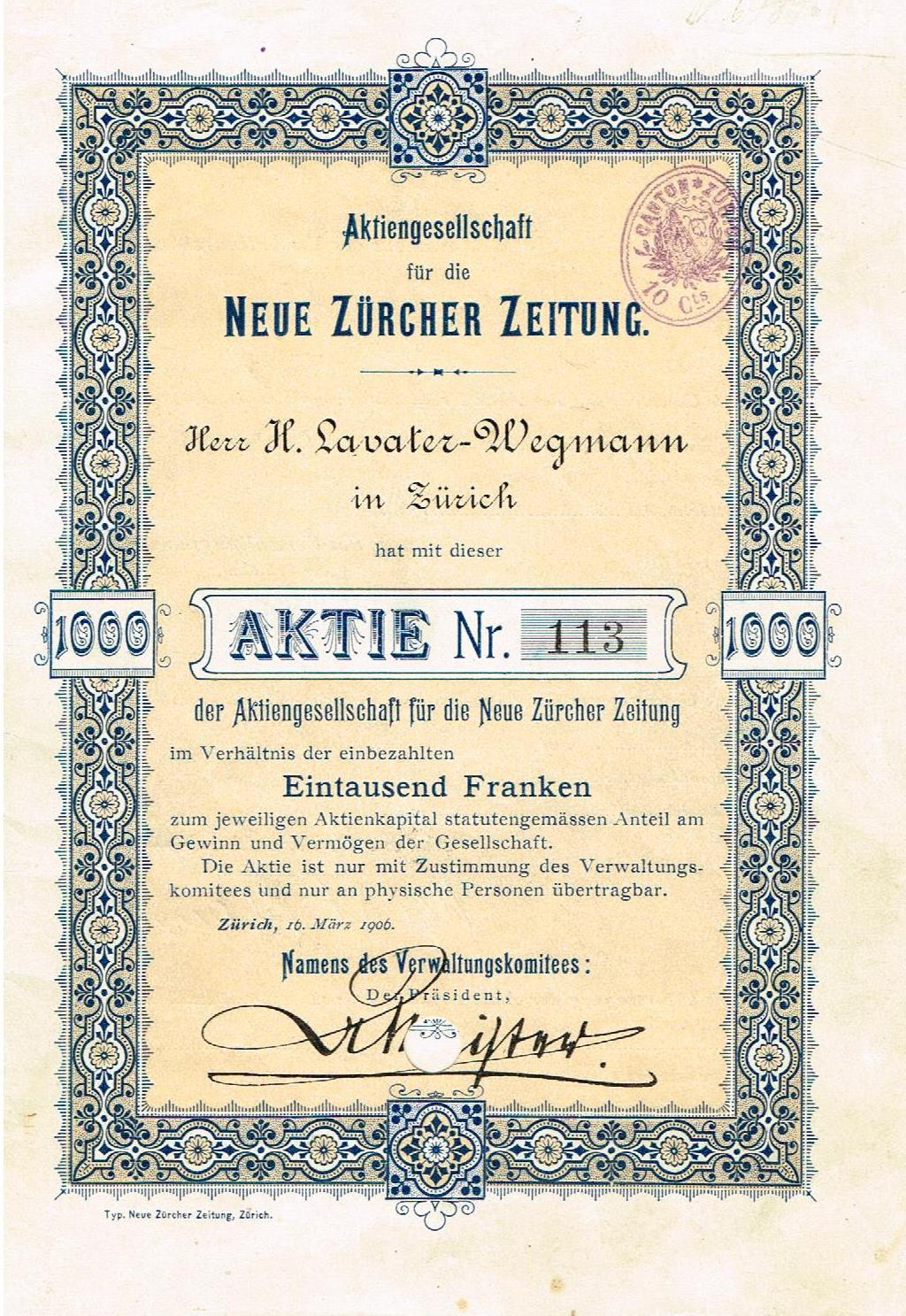
Action de la SA Neue Zürcher Zeitung en date du 16. Mars 1906

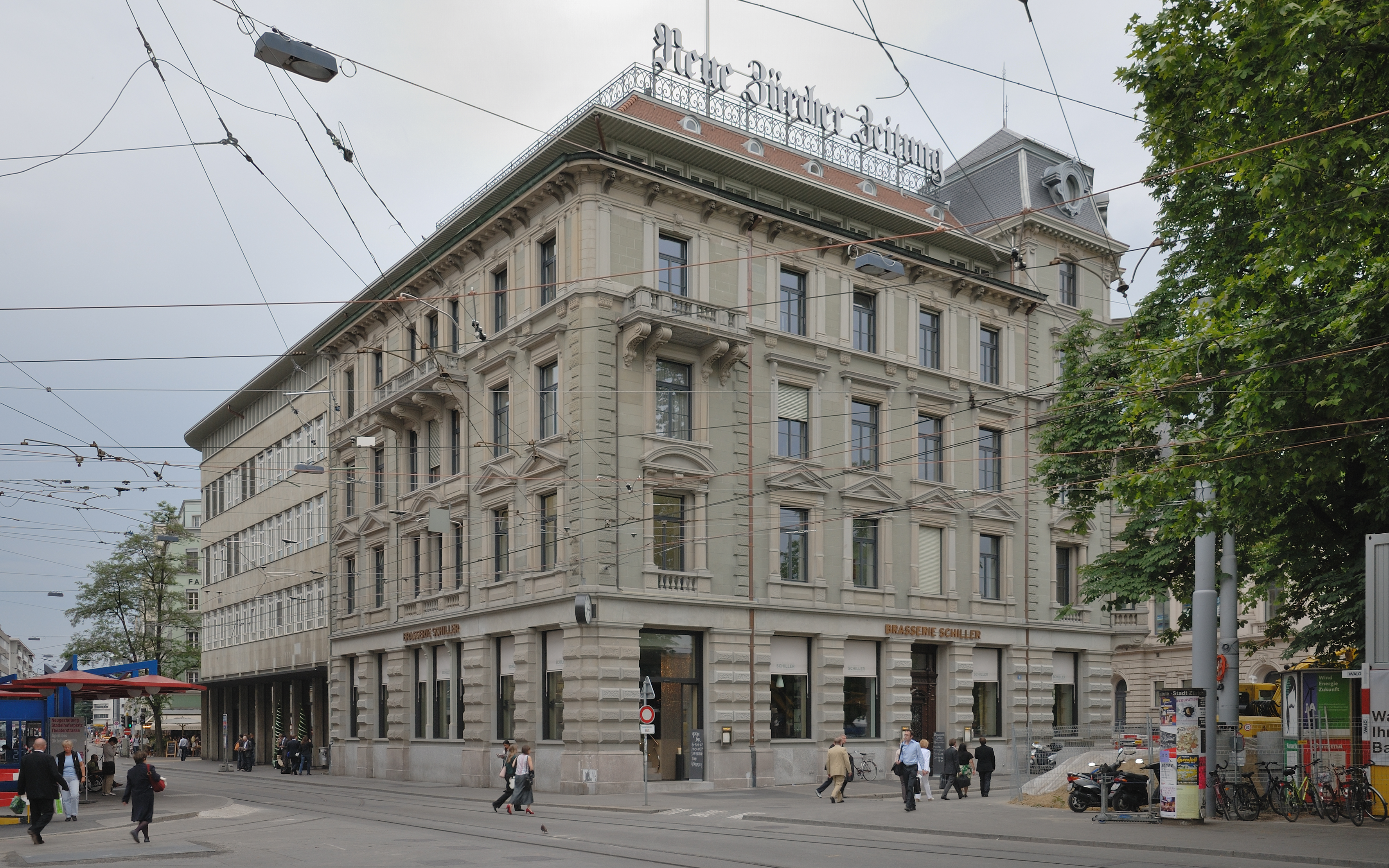
Siège de la rédaction à Zurich.

Salomon Gessner fait paraître le journal pour la première fois le 12 janvier 1780 sous le nom de Zürcher Zeitung (Gazette zurichoise), sous la forme d'un hebdomadaire du lundi. L'orientation du journal varie alors, mais il est en général influencé par la philosophie des Lumières et plutôt favorable aux processus de réforme. En 1821, il prend le nom de Neue Zürcher Zeitung. La NZZ se place désormais clairement dans le camp libéral, se positionnant contre les mesures de censure, en faveur de l'élaboration de l'État fédéral et, en 1845-1847, contre le Sonderbund.
Après 1848, la NZZ devient le porte-parole écrit du « système Escher », surnom donné par ses adversaires au pouvoir hors du commun acquis par l'homme d'affaires zurichois Alfred Escher, cumulant empire industriel et bancaire avec de nombreux mandats politiques. En 1868, la fin du « système Escher », provoquée par la crise des chemins de fer, fait planer une menace sur son existence, mais les libéraux zurichois transforment alors la gestion du journal en une société anonyme, la NZZ SA, qui existe toujours aujourd'hui. Conformément aux statuts, aucun de 1 400 actionnaires ne possède plus de 1 % du capital.
La NZZ a toujours défendu le principe de la neutralité suisse, particulièrement lors des deux guerres mondiales. Au cours de la guerre froide, elle se montre résolument anticommuniste et se prononce contre la neutralisation de l'Allemagne. En revanche, elle n'a jamais pris de position tranchée sur les relations entre la Suisse et l'Union européenne, bien que cette question soit devenue centrale dans les débats politiques helvétiques.
La NZZ est, avec la Wiener Zeitung de 1703 et la Hildesheimer Allgemeine Zeitung de 1705, l'un des plus anciens journaux de langue allemande à paraître encore de nos jours. Elle est le plus ancien titre de presse suisse à toujours paraître.
En août 2016, le journal effectue une refonte de son site web et accroit la part consacrée aux articles d'opinion.

## Forme
Le journal est articulé en quatre cahiers, sauf l'édition du vendredi qui en compte cinq.

## Parution
De 1894 à 1969, la NZZ sortait trois éditions par jour. En 1969, elle passe à deux éditions quotidiennes. Depuis 1974, elle paraît une fois par jour, six fois par semaine.

## Diffusion
La NZZ tire en 2023 à 88 000 exemplaires
L'édition internationale – NZZ International – paraît sous la forme d'un cahier de 40 pages[réf. nécessaire]. Elle est conçue spécialement pour le lectorat de l'espace germanophone non helvétique. La place donnée aux actualités suisses y est moindre et l'accent est mis sur l'actualité internationale.
La Neue Zürcher Zeitung possède un réseau mondial de soixante correspondants à son service exclusif.
En 2007, le journal tirait à 144 000 exemplaires quotidiennement. Mais, comme tous les titres de la presse écrite, la NZZ subit, depuis quelques années, une baisse conséquente de ses ventes. Entre 2008 et 2018, elles accusent une chute de 42'588 exemplaires vendus, ce qui correspond à une baisse de 29,78 %,.

## Influence
La NZZ est connue pour être un journal de grande qualité et pour être le quotidien de référence en Suisse,. Elle est réputée pour ses articles approfondis, ses analyses et ses commentaires contextuels. Elle est tenue pour être un journal très apprécié des élites économiques, politiques et culturelles en Suisse et à l''étranger, en raison notamment de la part qu'elle consacre à information internationale.
Politiquement, la NZZ se veut indépendante de tout parti, mais se réclame d'une orientation libérale. Elle est considérée en 2014 comme ayant toujours été proche du parti radical-démocratique,. Selon Le Monde, le journal, bien que libéral, est très conservateur, comme l'atteste le discours annuel aux actionnaires de 2025 de son rédacteur en chef, où Eric Gujer s'oppose à  « l’hégémonie culturelle de la gauche », au discours diffusé par  les universités et la SRF, laquelle omettrait de parler des impôts, mais introduirait  « de manière intrusive » des sujets tels que la pauvreté ou la cherté des loyers. Il rend le discours « woke », responsable, par réaction, de l'émergence d'un « trumpisme »en partie salutaire. Ce virage vers la droite remonte selon le site eurotopics.net à l'arrivée de son nouveau rédacteur en chef en 2016.

## Collaborateurs célèbres
- Max Frisch
- Eva Haldimann, critique littéraire, a fait découvrir Imre Kertesz hors de son pays. Les lettres de l'auteur avec la critique littéraire envoyées entre 1977 et 2002 sont publiées en 2009 sous le titre : Briefe an Eva Haldimann[11],[12]
- Anita Niesz, photographe
- Peter Gut, dessinateur de presse

## Autres publications du groupeNZZ
À côté du quotidien Neue Zürcher Zeitung, le sigle NZZ est utilisé dans toute une série de publications et d'activités du groupe. Parmi lesquelles :
- NZZ am Sonntag, l'édition du dimanche
- NZZ Folio, magazine mensuel
- NZZ Fokus, Schwerpunktdossier
- NZZ Campus, publication pour les étudiants
- Z – Die schönen Seiten, Magazine dans un format spécial
- NZZ Format, Émission de télévision
- NZZ Libro, maison d'édition
- NZZexecutive.ch, Portail d'offres d'emploi pour cadres et spécialiste
- NZZdomizil.ch, plateforme dédiée à l'immobilier
- NZZ-Vademecum.